# Странник мой
«Странник мой» — дебютный сольный студийный альбом российской певицы Ирины Аллегровой, выпущенный в 1992 году лейблом «ЗеКо Рекордс» (совместно с компанией «Орфей» на грампластинках и компанией «Алрек» на компакт-кассетах).

## Об альбоме
Слова и музыка практически всех песен в альбоме принадлежат Игорю Николаеву.
Альбом имел большой успех. Сразу несколько песен из альбома попали в итоговый хит-парад «Звуковая дорожка» газеты «Московский комсомолец» за 1991 год: «Фотография 9x12» заняла четвёртое место, «Не было печали» — шестое, «Странник мой» — девятое, сама же Аллегрова была признана читателями лучшей певицей года. Песня «Странник мой» также стала обладателем диплома «Песни года». Композиция «Мой ласковый и нежный зверь» исполнялась певицей ещё во времена её участия в «Электроклубе», она также участвовала в отборе на «Песню года-90», но не прошла в финал.
С данной программой Аллегрова в 1992 году Аллегрова за три дня дала в СК «Олимпийский» пять аншлаговых концертов «Не улетай, любовь». Впоследствии песни «Фотография 9x12» и «Странник мой» стали считаться визитными карточками артистки и классикой российской поп-музыки.

## Отзывы критиков
Обозреватель журнала «Кругозор» Татьяна Тюрина написала: «Её героиня — красивая, умная, современная женщина, которая умеет любить и хочет быть любимой. Мы слушаем песни Аллегровой, и кажется, что это исповедь о себе самой, о счастливой или не очень любви, о сомнениях и надеждах. Для исполнения каждой песни певица находит свой тембр, новые краски. И что интересно: как бы ни был велик зал, но когда на сцену выходит Ирина Аллегрова и начинают звучать её песни, чудится, будто сужаются стены и создается та доверительная атмосфера, рождающая необычайную тишину, при которой каждый как бы остаётся наедине с самим собой».
Журналист Александр Горбачёв в книге «Не надо стесняться. История постсоветской поп-музыки в 169 песнях» охарактеризовал данный период творчества Аллегровой как «ларёчный синтезаторный наив».

## Список композиций
Слова и музыка всех песен Игоря Николаева, за исключением отмеченных.
Издание на грампластинке
1. «Как я соскучилась» — 4:11
2. «Странник мой» — 3:06
3. «Глупый мальчишка» — 3:45
4. «Не было печали» — 4:53
5. «Мой ласковый и нежный зверь» (Сергей Сигарев, Игорь Николаев) — 4:05
6. «Верьте в любовь, девчонки» — 2:41
7. «Фотография 9х12» — 3:25
8. «Не улетай, любовь!» — 4:05

Издание на компакт-кассете
1. «Как я соскучилась» — 4:11
2. «Странник мой» — 3:06
3. «Глупый мальчишка» — 3:45
4. «Не было печали» — 4:53
5. «Свечка, свечечка, свеча» — 3:57
6. «Младший лейтенант» — 3:45
7. «Игрушка» (Павел Жагун, Игорь Николаев) — 3:51
8. «Мой ласковый и нежный зверь» (Сергей Сигарев, Игорь Николаев) — 4:05
9. «Верьте в любовь, девчонки» — 2:41
10. «Фотография 9х12» — 3:25
11. «Не улетай, любовь!» — 4:05
12. «Транзит» (Лариса Рубальская, Виктор Чайка) — 4:06
13. «Бабник» (Симон Осиашвили, Виктор Чайка) — 3:34

В данное издание были добавлены треки, которые позже также вошли в альбом «Суженый мой…» 1994 года.

## Участники записи
- Аранжировка, клавишные, компьютеры — Игорь Николаев
- Вокал — Ирина Аллегрова
- Дизайн, фото — Игорь Пискарёв, Сергей Павлов

Сведения взяты из аннотации к альбому.